# Ephedrophila
Ephedrophila é um gênero de mariposa pertencente à família Crambidae.